# Hoplophthiracarus nasalis
Hoplophthiracarus nasalis är en kvalsterart som beskrevs av Sandór Mahunka 1991. Hoplophthiracarus nasalis ingår i släktet Hoplophthiracarus och familjen Phthiracaridae. Inga underarter finns listade i Catalogue of Life.